# Johan Bernard Schaep

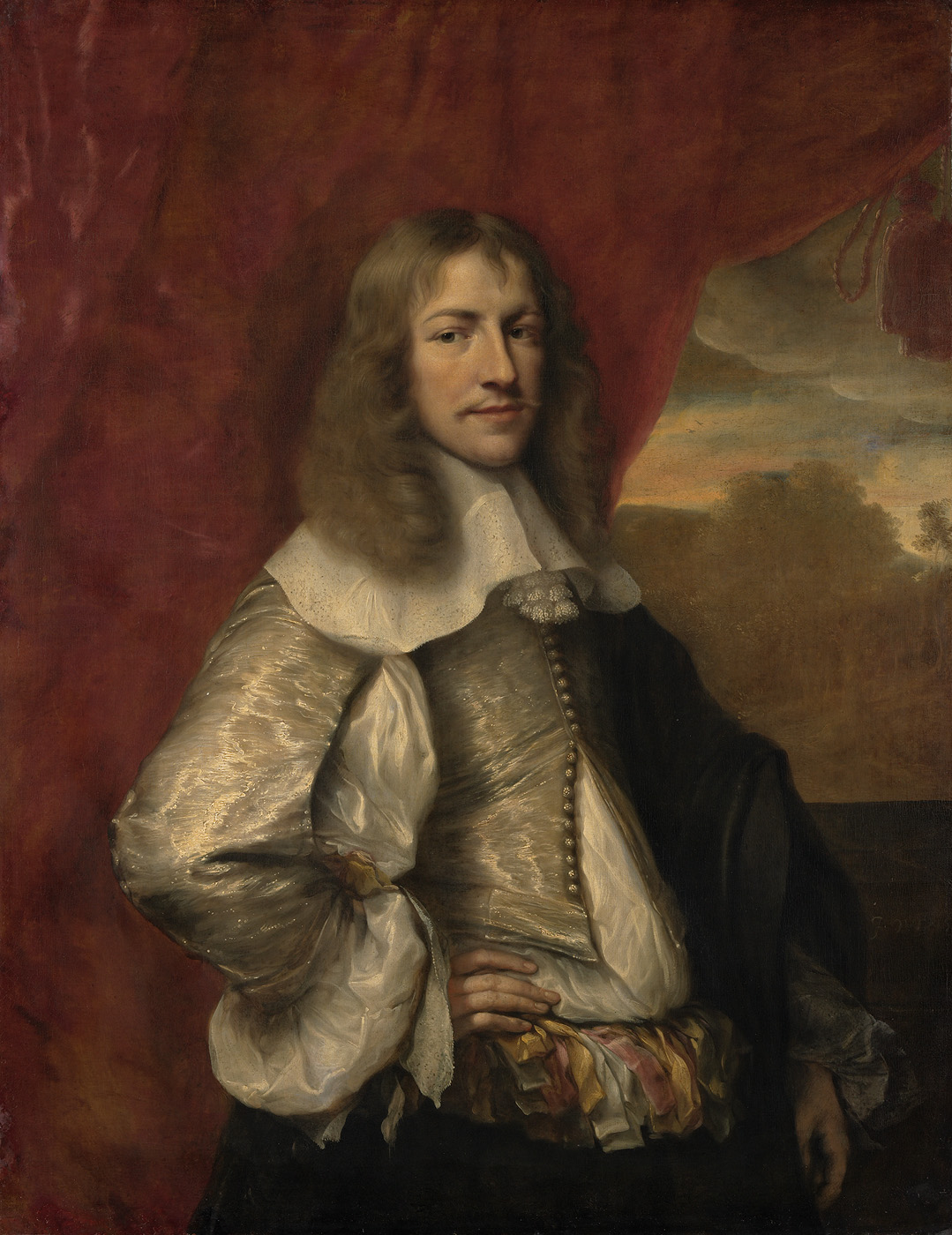
Johan Bernard Schaep

Johan Bernard Schaep of Jan Berent Schaep (Amsterdam, 12 juni 1633 - aldaar, 6 juli 1666) was een schepen, raad in de Admiraliteit van het Noorderkwartier, hoogheemraad van de Beemster en kapitein van de schutterij in Amsterdam. Johan Bernard was een lid van het geslacht Schaep.
Jean Schaep was de zoon van de diplomaat Gerard Schaep, Pietersz. en Jeanne de Visscher. Hij werd op 17 juni gedoopt in de Oude Waalse kerk. De familie woonde lange tijd in Dordrecht, maar was teruggekeerd naar Amsterdam. Schaep betrok een van de zogenaamde nummerhuizen op de Kloveniersburgwal, destijds een toplocatie.
Jean Schaep trouwde met Margaretha Backer (1636-1673) in 1657 en is rond 1659 door Jurriaen Ovens geschilderd. Het portret bevindt zich in het Amsterdams Historisch Museum.
Hun dochter Maria Schaep (1658-1725) trouwde in 1681 met Hendrick Bicker (1649-1718). Haar schoonmoeder was Eva Geelvinck. Haar zwager Jacob Bicker trouwde in 1695 met Sara Hinlopen.
Zijn broer Pieter Schaep behoorde in 1648 tot een van de vier jongelieden die werd uitgekozen om de eerste steen van het nieuwe stadhuis op de Dam te leggen. Pieter werd in 1672 uit de Amsterdamse vroedschap verwijderd, vanwege zijn suggestie de Republiek aan de Fransen uit te leveren.